# 学孔镇
学孔镇，是中华人民共和国贵州省遵义市仁怀市下辖的一个乡镇级行政单位。
2015年12月8日，贵州省人民政府批复同意仁怀市部分乡镇行政区划调整，同意撤销学孔乡，设置学孔镇，撤乡设镇后行政区域和政府驻地不变。

## 行政区划
学孔镇下辖以下地区：
高峰村、上寨村、兴隆村、林河村、荔枝坪村、桃子坪村和米山村。